# مارغريت كورتيس
مارغريت كورتيس (بالإنجليزية: Margaret Curtis)‏ كانت لاعبة كرة مضرب أمريكية وأيضا كانت لاعبة غولف، مسقط رأسها في منطقة مانشستر باي ذ سي (ماساتشوستس). كان والدها عقيدا خلال الحرب الأهلية الأمريكية. كما أنها إحدى بطلات الجراند سلام حيث فازت بلقب الزوجي في بطولة أمريكا الوطنية للسيدات.